# Meta AI
Meta AI é um laboratório de inteligência artificial (IA) que pertence à Meta Platforms, Inc. (anteriormente conhecida como Facebook, Inc.) A Meta AI pretende desenvolver diversas formas de inteligência artificial, aprimorando tecnologias de realidade aumentada e artificial. Meta AI é um laboratório de pesquisa acadêmica focado na geração de conhecimento para a comunidade de IA. Isto contrasta com a equipe de Applied Machine Learning (AML) do Facebook, que se concentra em aplicações práticas de seus produtos.

## História
Meta AI começou como Facebook Artificial Intelligence Research (FAIR) com locais em Menlo Park, Califórnia, sede, Londres, Reino Unido, e um novo laboratório em Manhattan. FAIR foi anunciado oficialmente em setembro de 2013. FAIR foi dirigido por Yann LeCun da Universidade de Nova York , professor de aprendizagem profunda e vencedor do Prêmio Turing . Trabalhando com o Centro de Ciência de Dados da NYU, o objetivo inicial da FAIR era pesquisar ciência de dados, aprendizado de máquina e inteligência artificial e "compreender a inteligência, descobrir seus princípios fundamentais e tornar as máquinas significativamente mais inteligentes".  A pesquisa na FAIR foi pioneira na tecnologia que levou ao reconhecimento facial, marcação em fotografias e recomendação de feed personalizada. Vladimir Vapnik, um pioneiro na aprendizagem estatística, juntou-se à FAIR em 2014, ele é o coinventor da máquina de vetores de suporte e um dos desenvolvedores da teoria Vapnik-Chervonenkis .